# Cistus riphienensis
Cistus riphienensis är en solvändeväxtart som beskrevs av Carlos Pau. Cistus riphienensis ingår i släktet Cistus och familjen solvändeväxter. Inga underarter finns listade i Catalogue of Life.